# Sarah Gadon
Sarah Gadon (Toronto, Ontario; 4 de abril de 1987) es una actriz canadiense, conocida por sus papeles en películas como A Dangerous Method y Cosmopolis, ambas de David Cronenberg. En televisión ha tenido papeles como invitada en series como Are You Afraid of the Dark?, Dark Oracle, In A Heartbeat, La Femme Nikita, Life with Derek y Mutant X. También ha trabajado como actriz de voz en las series Mattimeo, My Dad the Rock Star, Ruby Gloom, Total Drama y Wayside.

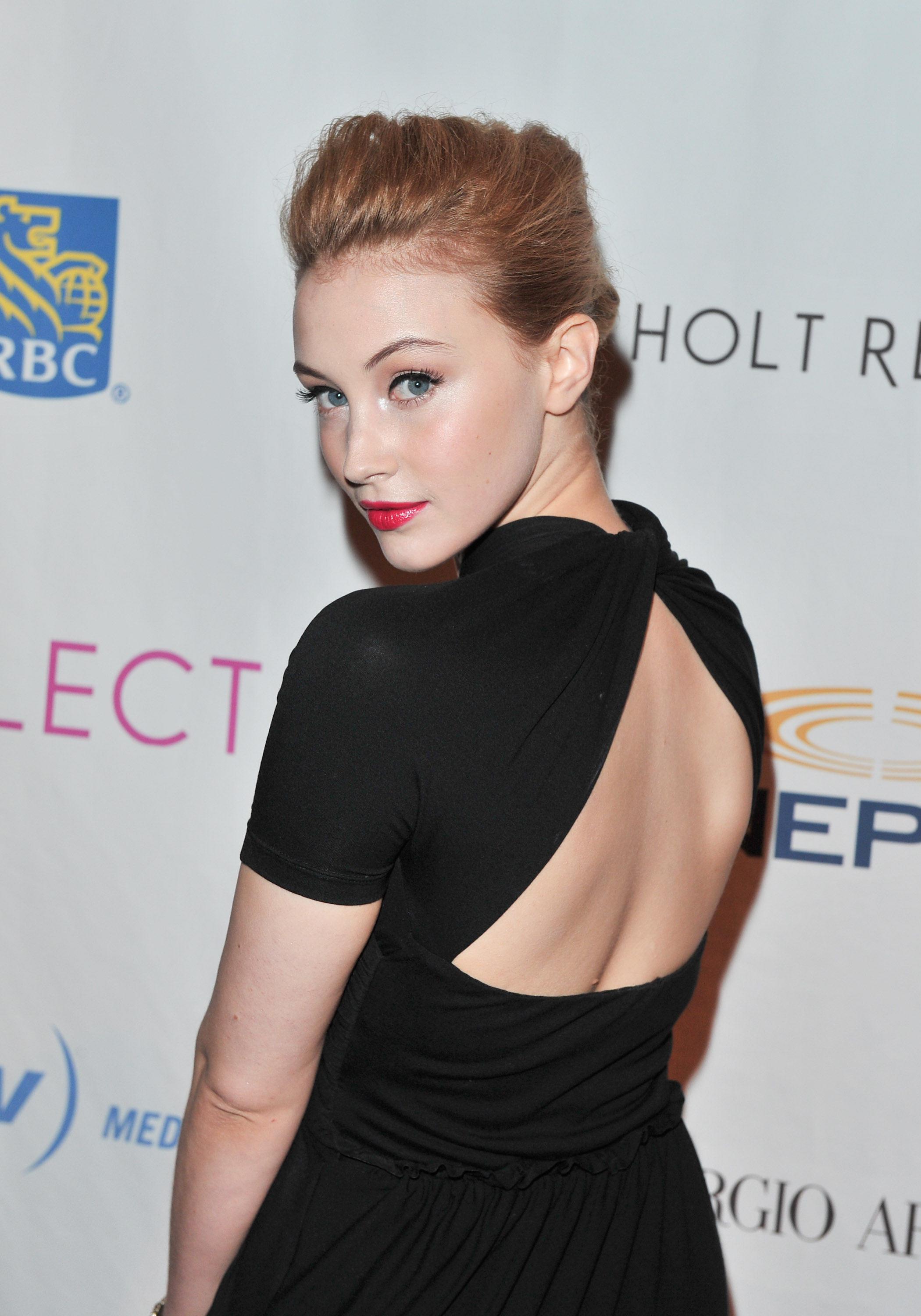
Sarah Gadon, en 2012.

## Biografía
Gadon nació en Toronto. Tiene un hermano mayor llamado James. Pasó gran parte de su infancia y adolescencia formándose como bailarina como junior asociada en la Escuela Nacional de Ballet de Canadá y como estudiante en la Escuela Claude Watson para las Artes Escénicas. Ha estudiado también cinematografía en la Universidad de Toronto.

## Carrera
Gadon comenzó a actuar a la edad de 10 años. Su primer papel fue el de Julia en La Femme Nikita. Posteriormente tuvo papeles episódicos en diversas series como el de Monica en Are You Afraid of the Dark? (1999), la joven Laura Burnham en Una segunda oportunidad (2000), Catherine Hartman en Mutant X (2002), Vicki en Life with Derek (2005), y Tasha Redford en Flashpoint.
También tiene una serie de películas para la televisión en su haber. Fue nominada para el premio al Mejor Artista Joven de Reparto en una película para televisión, El Otro Yo (2000), interpretando a Heather. Otras funciones incluyen Samantha en What Girls Learn? (2001), Amanda en Cadet Kelly (2002), Julia Norton en Code Breakers (2005) y Celeste Mercier en The Cutting Edge 3 (2008).
Sarah ha tenido un papel recurrente en muchas series de televisión, Zoe Kessler en The Border (2008-2009), Katie Atkins en Being Erica (2009), Georgia Bravin en Happy Town (2010) y Ruby Odgen en Murdoch Mysteries (2009-2011). También ha sido la voz del personaje principal de la serie animada Ruby Gloom (2006-2007), Beth en Total Drama Island (2007) y Portia en Friends and Heroes (2007-2009). Fue nominada para un premio Gemini en 2008 a la mejor interpretación individual o de conjunto en un programa de animación o de la serie por su trabajo en Ruby Gloom (2008), compartiendo dicha nominación con Emily Hampshire.
En 2005, rodó Where Love Reigns, una película de promoción coprotagonizada por Douglas Henshall.
Su filmografía incluye tanto largometrajes como cortometrajes. Su primer largometraje fue Fast Food High (2003) donde interpretó a Zoe. Interpretó a Margaret en la comedia negra Siblings, a Priscilla en Charlie Bartlett (2007) y a Laura en Manson, My Name is Evil (2009). Su trabajo en cortometrajes incluye a Haley en Burgeon y Fade (2007), Julia en Grange Avenue (2008) y Gabrielle en Spoliation (2008). Burgeon y Fade ganó el Premio Especial del Jurado en el Festival WorldFest Houston por cortometraje dramático original.
Protagonizó la película The Origin of Teddy Bears como Madison.
También se la ha visto en la película de David Cronenberg Un método peligroso, donde interpreta a Emma Jung, la esposa de Carl Jung. Ha aparecido en dos ocasiones como estrella invitada en Murdoch Mysteries como Ruby, la hermana del Dr. Ogden.
En 2012 protagonizó Cosmopolis, película dirigida por David Cronenberg, interpretando a la esposa de Robert Pattinson, Elise Shifirin.
En 2017 protagoniza la miniserie Alias Grace basada en la novela homónima, dando vida a la asesina Grace Marks del siglo XIX. La serie, distribuida por la plataforma Netflix ha cosechado buenas críticas y Sarah ha recibido algún reconocimiento por su trabajo.
En 2019, forma parte del elenco de la tercera temporada de True Detective, en un papel secundario, junto a Stephen Dorff y Mahershala Ali.

## Filmografía

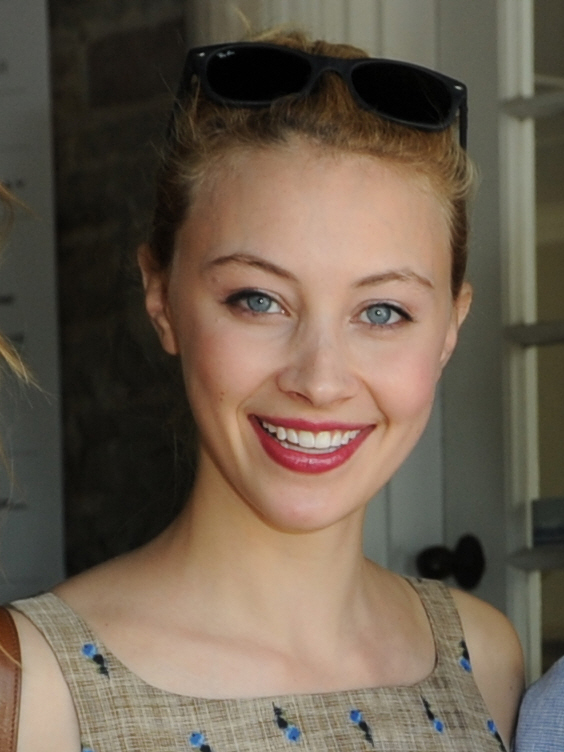
Sarah Gadon, en 2011.

### Cine
| Año  | Título                                       | Papel                      | Notas |
| ---- | -------------------------------------------- | -------------------------- | ----- |
| 2003 | Fast Food High                               | Zoe                        |       |
| 2004 | Siblings                                     | Margaret                   |       |
| 2007 | Charlie Bartlett                             | Priscilla                  |       |
| 2009 | Leslie, My Name Is Evil                      | Laura                      |       |
| 2011 | A Dangerous Method                           | Emma Jung                  |       |
| 2011 | The Moth Diaries                             | Lucy Blake                 |       |
| 2011 | Dream House                                  | Cindi                      |       |
| 2012 | Antiviral                                    | Hannah Geist               |       |
| 2012 | Cosmopolis                                   | Elise Shifrin              |       |
| 2013 | Enemy                                        | Helen St. Claire           |       |
| 2013 | Belle                                        | Lady Elizabeth Murray      |       |
| 2013 | What If                                      | Megan                      |       |
| 2014 | The Nut Job                                  | Lana                       | Voz   |
| 2014 | The Amazing Spider-Man 2: Rise of Electro    | Kari                       |       |
| 2014 | Maps to the Stars                            | Clarice Taggart            |       |
| 2014 | Dracula Untold                               | Mirena Țepeș & Mina Harker |       |
| 2015 | The Girl King                                | Ebba Sparre                |       |
| 2015 | A Royal Night Out                            | Princesa Isabel            |       |
| 2016 | Indignación                                  | Olivia Hutton              |       |
| 2016 | The 9th Life of Louis Drax                   | Natalie                    |       |
| 2018 | The Death and Life of John F. Donovan        | Liz Jones                  |       |
| 2018 | Octavio Is Dead!                             | Tyler                      |       |
| 2018 | The Great Darkened Days (La grande noirceur) | Helen                      |       |
| 2019 | American Woman                               | Pauline                    |       |
| 2020 | Black Bear                                   | Blair                      |       |
| 2020 | Vampiros vs. el Bronx                        | Vivian                     |       |
| 2021 | All My Puny Sorrows                          | Elf Von Riesen             |       |

### Televisión
| Año       | Título                              | Papel                           | Notas                                                |
| --------- | ----------------------------------- | ------------------------------- | ---------------------------------------------------- |
| 1998      | La Femme Nikita                     | Julia                           | episodio: "Last Night"                               |
| 1999      | Are You Afraid of the Dark?         | Monica                          | episodio: "The Tale of the Forever Game"             |
| 2000      | Twice in a Lifetime                 | Young Laura Burnham             | episodio: "Even Steven"                              |
| 2000      | The Other Me                        | Heather                         | Telefilme                                            |
| 2000      | In a Heartbeat                      | Jennifer                        | Papel recurrente, 3 episodios                        |
| 2000      | Mattimeo: A Tale of Redwall         | Cynthia Vole / Tess Churchmouse | Voz principal                                        |
| 2001      | What Girls Learn                    | Samantha                        | Telefilme                                            |
| 2002      | Mutant X                            | Catherine Hartman               | episodio: "Whiter Shade of Pale"                     |
| 2002      | Cadet Kelly                         | Amanda                          | Telefilme                                            |
| 2002      | Mom's on Strike                     | Jessica Harris                  | Telefilme                                            |
| 2002      | The Strange Legacy of Cameron Cruz  | Lucy Montgomery                 | Piloto de televisión                                 |
| 2002      | Society's Child                     | Nikki Best                      | Voz, Telefilme                                       |
| 2003      | Doc                                 | Terri Lewis                     | episodio: "Angels in Waiting"                        |
| 2003      | My Dad the Rock Star                | Alyssa                          | Voz principal                                        |
| 2004      | This Is Wonderland                  | Zoe Kelsey                      | episodio: "#1.13"                                    |
| 2004      | Dark Oracle                         | Claudia                         | episodio: "Crushed"                                  |
| 2004–2005 | The Eleventh Hour                   | Cassie Redner                   | episodios: "Gone Baby Gone", "Kettle Black"          |
| 2005      | Time Warp Trio                      | Jodie                           | Voz (episodios 1–14)                                 |
| 2005      | Life with Derek                     | Vicki                           | episodio: "The Wedding"                              |
| 2005      | Code Breakers                       | Julia Nolan                     | Telefilme                                            |
| 2006–2007 | Ruby Gloom                          | Ruby Gloom                      | Voz                                                  |
| 2007–2009 | Friends and Heroes                  | Portia                          | Voz                                                  |
| 2007–2011 | Total Drama                         | Beth                            | Voz                                                  |
| 2008      | The Cutting Edge: Chasing the Dream | Celeste Mercier                 | Telefilme                                            |
| 2008      | Flashpoint                          | Tasha Redford                   | episodio: "Attention Shoppers"                       |
| 2008–2009 | The Border                          | Zoe Kessler                     | 14 episodios                                         |
| 2009      | Aaron Stone                         | Dr. Martin                      | episodio: "In Hall We Trust"                         |
| 2009      | Being Erica                         | Katie Atkins                    | 14 episodios                                         |
| 2009–2011 | Murdoch Mysteries                   | Ruby Ogden                      | 4 episodios                                          |
| 2010      | Happy Town                          | Georgia Bravin                  | Papel principal                                      |
| 2010      | The Dating Guy                      | Darlene                         | episodio: "Gross Encounters of the Virgin Kind", voz |
| 2012      | World Without End                   | Philippa                        | Papel recurrente, miniseries                         |
| 2015      | The Plateaus                        | Trek's Mom                      | episodio: "#1.10", web serie                         |
| 2016      | Man Seeking Woman                   | Kelly                           | episodio: "Wings"                                    |
| 2016      | 11.22.63                            | Sadie Dunhill                   | Papel principal, miniseries                          |
| 2017      | Letterkenny                         | Gae                             | 6 episodios                                          |
| 2017      | Alias Grace                         | Grace Marks                     | miniseries                                           |
| 2018-2023 | Total DramaRama                     | Beth                            | Voz                                                  |
| 2019      | True Detective                      | Elisa Montgomery                | 3.ª temporada, 6 episodios                           |
| 2019      | Castle Rock                         | Rita K. Green                   | Segunda temporada, 2 episodios                       |

## Premios y nominaciones
| Año  | Premio                             | Categoría                                        | Trabajo     | Resultado | Refs  |
| ---- | ---------------------------------- | ------------------------------------------------ | ----------- | --------- | ----- |
| 2009 | ACTRA Award                        | Outstanding Performance – Female                 | Flashpoint  | Nominada  |       |
| 2012 | Vancouver Film Critics Circle      | Best Supporting Actress in a Canadian Film       | Cosmopolis  | Ganadora  | [ 7 ] |
| 2014 | Canadian Screen Awards             | Best Supporting Actress                          | Enemy       | Ganadora  |       |
| 2014 | International Online Cinema Awards | Best Supporting Actress                          | Enemy       | Nominada  |       |
| 2014 | Vancouver Film Critics Circle      | Best Supporting Actress in a Canadian Film       | Enemy       | Nominada  |       |
| 2016 | ACTRA Award                        | Award of Excellence                              | Ella misma  | Ganadora  | [ 8 ] |
| 2018 | Canadian Screen Awards             | Best Lead Actress, Television Film or Miniseries | Alias Grace | Ganadora  | [ 9 ] |